# Геліос (футбольний клуб)
ФК «Ге́ліос» — український футбольний клуб з міста Харкова.
Заснований 1 грудня 2002 року. У 2003—2018 роках мав професіональний статус. Переможець другої ліги у сезоні 2004/05. З 2005 року протягом тринадцяти сезонів поспіль грав у першій лізі. Найвищим досягненням клубу є четверте місце у першій лізі в сезоні 2016/17. У 2019 році виступав у Чемпіонаті Харкова, проводив матчі на стадіоні «Схід».
Домашній стадіон — «Геліос-Арена». Кольори клубу — червоно-чорні.

## Історія
Футбольний клуб «Геліос» створений 1 грудня 2002 року в місті Харкові. Ініціатором створення команди був підприємець Олександр Гельштейн.
Першим змаганням для клубу став «Турнір випускників ХАІ» 2003 року, який проходив у Національному аерокосмічному університеті. Дебютант посів призове третє місце.
Першими офіційними турнірами для «Геліоса» були Чемпіонат Харківської області з футболу та Чемпіонат України серед аматорів, який у той період мав назву Чемпіонат України серед колективів фізкультури та спортивних клубів.
Із 20 квітня по 2 липня 2003 року «Геліос» брав участь у груповому турнірі Чемпіонату України серед аматорів. Харків'яни посіли перше місце в третій групі, випередивши ФК «Черкаси» за кращою різницею м'ячів, підтвердивши серйозність своїх намірів виступати на професійному рівні.
26 квітня 2003 року стартував черговий чемпіонат Харківської області (вища ліга). В ньому «Геліос» встиг зіграти 15 ігор, в тринадцяти з них переміг при одній нічиїй і одній поразці. «Сонячні» були змушені залишити змагання, будучи беззаперечним лідером — 40 очок, різниця м'ячів 45:12.
У липні 2003 року рішенням Ради ПФЛ «Геліос» набув професіонального статусу і став учасником групи «В» другої ліги. Перший матч у другій лізі чемпіонату України команда провела вдома на стадіоні ХТЗ 2 серпня 2003 року проти ровеньківського «Авангарду». Матч закінчився з рахунком 1:1. Дебютний сезон для «сонячних» був вдалим: колектив закріпився в середині турнірної таблиці, посівши шосте місце з 16 команд.
Свій другий сезон на професійному рівні «Геліос» розпочав 24 липня 2004 року під орудою заслуженого тренера України Ігоря Надєїна. Колектив упевнено долав турнірну дистанцію, здобувши 15 перемог поспіль. За три тури до завершення першості «Геліос» достроково отримав перепустку до першої ліги, перемігши «Дніпро» на Центральному стадіоні Черкас. За підсумками чемпіонату команда здобула 25 перемог при двох нічиїх і одній поразці, набравши 77 очок. Ці показники — найкращі з усіх трьох груп другої ліги. Команда також забила найбільше м'ячів серед усіх команд ліги — 64.
У липні 2005 року головним тренером команди став Володимир Шеховцов. 30 липня «сонячні» стартували в дебютному для клубу чемпіонаті серед команд першої ліги. 27 вересня виконувачем обов'язків головного тренера «Геліоса» став Ростислав Лисенко. Під його керівництвом харків'яни в першому колі чемпіонату провели 9 ігор, в яких програли лише один раз — у Львові з мінімальним рахунком 0:1 поступились «Карпатам». У восьми інших матчах команда здобула 4 перемоги і 4 матчі завершила внічию. За підсумками першого кола клуб-дебютант набрав 23 очки і посів десяте місце. 29 листопада 2005 року Ростислав Лисенко затверджений на посаді головного тренера команди. Із чотирьох дебютантів першої ліги сезону 2005/06 років найоптимістичніші прогнози робились стосовно харківського «Геліоса», і команда цілком виправдала покладені на неї сподівання. Проте, проваливши фініш першості (шість поразок поспіль), підопічні на той час уже колишнього головного тренера клубу Р. Лисенка завершили змагання на дванадцятій сходинці турнірної таблиці.
1 липня 2006 року президент клубу Олександр Гельштейн представив колективу нового головного тренера. Ним став 36-тирічний Олександр Севідов, в тренерському послужному списку якого є бронзова нагорода чемпіонату України 2002/03 років, яку він виборов із донецьким «Металургом». «Геліос» вдало розпочав шістнадцяту першість: у дев'яти стартових матчах команда здобула шість перемог і перебувала на вершині турнірної таблиці, а його бомбардир Сергій Зелді був залучений до молодіжної збірної. Спурт на старті завершився провалом перед зимовою перервою, і все ж навесні харків'янам вдалось вирівняти ситуацію і завершити змагання на сьомому місці.
На початку сімнадцятої першості України новим-старим головним тренером було призначено заслуженого тренера України Ігоря Надєїна, якого у грудні 2007 року змінив Юрій Погребняк. Команда завершила сезон на 14 місці.
У 2008 році команда була позбавлена можливості виступати на стадіоні «Динамо», який був домашньою ареною клубу з 2006 року і який було відремонтовано за кошти «Геліоса». На «Динамо» став грати ФК «Харків». Через це «Геліос» у сезоні 2008/09 приймав своїх суперників у Краснокутську Харківської області на стадіоні «Газовик». У зв'язку з цим був придбаний і відреставрований стадіон, названий «Геліос-Арена», на якому команда виступала у 2009—2012 роках.
26 квітня 2009 року футболістам був представлений новий головний тренер — Сергій Кандауров. В сезоні 2009/10 команда посіла 10-те місце, хоча після першого кола входила до трійки лідерів. Друге коло клуб провалив — лише 4 перемоги та 4 нічиї при 9 поразках.
13 вересня 2010 року після домашньої поразки від футбольного клубу «Львів» Кандауров подав у відставку. 28 вересня 2010 року представлено нового головного тренера Романа Покору, який керував командою протягом всього 13 матчів. Завершувала сезон 2010/11 команда на рекордно низькому для себе 15 місці вже при Володимирі Шеховцові в ролі в. о. головного тренера.
У сезоні 2011/12 команда під керівництвом Володимира Шеховцова посіла 9-е місце в Першій лізі.
Із серпня 2012 року до червня 2017 року «Геліос» проводив домашні матчі на стадіоні «Сонячний», а «Геліос-Арена» була тренувальною базою клубу.
У квітні 2015 року виконувачем обов'язків головного тренера було призначено Сергія Сизихіна, який до того із 2012 року був старшим тренером другої команди клубу — «Геліос-Академії». Під його керівництвом «Геліос» завершив сезон 2014/15 на 7 місці, що стало повторенням клубного рекорду 2006/07 років. З липня 2015 року Сизихін очолив команду як головний тренер.
У сезоні 2015/16 «Геліос» посів п'яте місце в чемпіонаті. Відставання команди від другого місця склало лише 4 очки, а від «бронзи» — всього 3 очки. Особливо вдало команда зіграла у захисті: менше голів за сезон пропустив тільки один клуб — переможець Першої ліги кропивницька «Зірка». «Геліосу» також вдалося провести найтривалішу серед усіх команд ліги серію ігор без поразок — 9 матчів. У 1/16 фіналу Кубка України команда завдяки голу Ігоря Чередніченка перемогла прем'єр-лігівську «Говерлу», вийшовши до 1/8 фіналу, де поступилася майбутньому фіналісту луганській «Зорі». Таким чином, цей сезон став для «Геліоса» найкращим за всі попередні роки виступів як у чемпіонаті, так і в Кубку України.
Сезон 2016/17 підопічні Сергія Сизихіна розпочали дуже вдало, одержавши у 7 стартових турах Першої ліги 5 перемог при двох нічиїх і жодного разу не поступившись суперникам. Як і в попередньому чемпіонаті, вирізнявся надійністю захист команди. У 34 матчах першості команда пропустила всього 22 м'ячі, що стало другим результатом після переможця ліги «Іллічівця», який пропустив на 1 гол менше. При цьому гра «Геліоса» у нападі була не настільки результативною, і команда не змогла виконати завдання-максимум на сезон. Проте 4 місце, яке посів «Геліос» за підсумками сезону, стало кращим досягненням клубу за всю його історію.
У 2016—2018 роках керівництво клубу неодноразово проголошувало наміри вийти до Прем'єр-ліги. З цією метою «Геліос» у ці роки двічі подавав до комітету ФФУ документи на атестацію за вимогами Прем'єр-ліги та обидва рази успішно її проходив.
У сезоні 2017/18 домашнім стадіоном «Геліоса» після п'ятирічної перерви знову став стадіон «Геліос-Арена», розташований у районі Нова Баварія. Першу частину сезону команда завершила на шостому місці з п'ятиочковим відставанням від третього місця, яке дає можливість зіграти стикові матчі за місце у Прем'єр-лізі. У грудні 2017 року Сергія Сизихіна на посту головного тренера команди змінив Ігор Рахаєв. У січні 2018 року стало відомо, що «Геліос» став одним з 5 клубів Першої ліги, що подали заявки на атестацію для участі у Прем'єр-лізі. Після невдалого початку другої частини чемпіонату (у п'яти матчах «Геліос» зазнав трьох поразок, причому всі три — від команд із нижньої частини турнірної таблиці), 13 квітня 2018 року тренерський штаб харків'ян на чолі з Рахаєвим було відправлено у відставку. Після цього головним тренером став Анатолій Серьогін, його асистентом — Віталій Комарницький, які до цього керували молодіжними командами клубу — «Геліос-Академією» та «Геліосом» U-19.
У липні 2018 року «Геліос» змінив назву на ФК «Кобра», а новим власником і президентом клубу замість Олександра Гельштейна мав стати Сергій Ващенко, але зрештою через невирішені фінансові питання власником так і залишився Гельштейн.
15 серпня 2018 року стало відомо, що ФК «Кобра» знімається з розіграшу Першої ліги. 23 серпня того ж року за рішенням КДК ФФУ команду було виключено зі складу учасників Першої ліги, а результати матчів за її участю анульовано.

## Статистика виступів
Докладніше: Список сезонів ФК «Геліос»
| Сезон | Турнір                           | Етап, група          | Місце  | Ігри | В  | Н | П | РМ    | Очки | Головний тренер |
| 2003  | Чемпіонат Харківської області    | Перше коло           | 1 з 16 | 15   | 13 | 1 | 1 | 45−12 | 40   | В.Васильєв      |
| 2003  | Чемпіонат України серед аматорів | Перший етап, група 3 | 1 з 5  | 8    | 6  | 1 | 1 | 15−3  | 19   | В.Васильєв      |

| Сезон   | Чемпіонат України | Чемпіонат України | Чемпіонат України | Чемпіонат України | Чемпіонат України | Чемпіонат України | Чемпіонат України | Чемпіонат України | Кубок України | Головні тренери                   | Найкращі бомбардири (кількість голів) |
| Сезон   | Ліга              | Місце             | Ігри              | В                 | Н                 | П                 | РМ                | Очки              | Кубок України | Головні тренери                   | Найкращі бомбардири (кількість голів) |
| 2003/04 | Друга Група «В»   | 6 з 16            | 30                | 15                | 7                 | 8                 | 41−32             | 52                | 1/32          | Р.Морозов, В.Крячко               | О.Тарасенко (12)                      |
| 2004/05 | Друга Група «В»   | з 15              | 28                | 25                | 2                 | 1                 | 64−18             | 77                | 1/32          | І.Надєїн                          | С.Кандауров (18)                      |
| 2005/06 | Перша             | 12 з 18           | 34                | 12                | 8                 | 14                | 26−35             | 44                | 1/32          | В.Шеховцов, Р.Лисенко             | С.Кандауров (10)                      |
| 2006/07 | Перша             | 7 з 20            | 36                | 17                | 7                 | 12                | 45−36             | 58                | 1/32          | К.Пахомов, О.Севідов              | С.Зелді (7)                           |
| 2007/08 | Перша             | 14 з 18           | 38                | 13                | 8                 | 17                | 31−41             | 47                | 1/16          | І.Надєїн, В.Шеховцов, Ю.Погребняк | О.Лебединець (10)                     |
| 2008/09 | Перша             | 15 з 18           | 32                | 8                 | 6                 | 18                | 28−44             | 30                | 1/16          | Ю.Погребняк, С.Кандауров          | Д.Вітер (7)                           |
| 2009/10 | Перша             | 10 з 18           | 34                | 12                | 10                | 12                | 42−47             | 46                | 1/32          | С.Кандауров                       | О.Тарасенко (7)                       |
| 2010/11 | Перша             | 15 з 18           | 34                | 10                | 10                | 14                | 31−44             | 40                | 1/32          | С.Кандауров, Р.Покора, В.Шеховцов | О.Тарасенко (8)                       |
| 2011/12 | Перша             | 9 з 18            | 34                | 13                | 9                 | 12                | 54−46             | 48                | 1/32          | В.Шеховцов                        | В.Расков (13)                         |
| 2012/13 | Перша             | 10 з 18           | 34                | 12                | 13                | 9                 | 33−21             | 49                | 1/16          | В.Шеховцов, А.Чанцев, С.Єсін      | С.Герасимець (8)                      |
| 2013/14 | Перша             | 9 з 16            | 30                | 10                | 11                | 9                 | 29−35             | 41                | 1/32          | С.Єсін                            | Р.Качур (12)                          |
| 2014/15 | Перша             | 7 з 16            | 30                | 12                | 8                 | 10                | 30−25             | 44                | 1/16          | С.Єсін, С.Сизихін                 | С.Кравченко (9)                       |
| 2015/16 | Перша             | 5 з 16            | 30                | 13                | 12                | 5                 | 33−24             | 51                | 1/8           | С.Сизихін                         | І.Луценко (5)                         |
| 2016/17 | Перша             | 4 з 18            | 34                | 16                | 10                | 8                 | 31−22             | 58                | 1/32          | С.Сизихін                         | С.Лобойко, Р.Івашко (по 6)            |
| 2017/18 | Перша             | 9 з 18            | 34                | 14                | 4                 | 16                | 35−46             | 46                | 1/16          | С.Сизихін, І.Рахаєв, А.Серьогін   | С.Кравченко, А.Козлов (по 9)          |

| Ліга   | Кількість сезонів | Ігри | В   | Н   | П   | РМ      | Очки |
| Перша  | 13                | 434  | 162 | 116 | 156 | 448−466 | 602  |
| Друга  | 2                 | 58   | 40  | 9   | 9   | 105−50  | 129  |
| Усього | 15                | 492  | 202 | 125 | 165 | 553−518 | 731  |

## Досягнення
Перша ліга України
- 4 місце (1 раз): 2016/17

Друга ліга України
- Чемпіон (1 раз): 2004/05 (Група В)

Кубок України
- 1/8 фіналу (1 раз): 2015/16

## Рекорди

### Командні рекорди
Найбільші перемоги:
- у Першій лізі — 5:0 ФК «Харків» (22.09.2009, Харків);
- у Другій лізі — 6:0 «Гірник-Спорт» (10.10.2004, Харків);
- у Кубку України — 3:0 «Олімпік» Донецьк (22.08.2012, Харків);
- у Чемпіонат України серед аматорів — 4:0 ФК «Ніжин» (18.06.2003, Харків);
- у Чемпіонаті Харківської області — 7:0 «Факел» Красноград (10.06.2003, Красноград).

Найбільші поразки:
- у Першій лізі — 0:5 «Десна» (19.05.2018, Чернігів);
- у Другій лізі — 0:3 «Металург-2» Запоріжжя (28.09.2003, Харків);
- у Кубку України — 0:2 «Металіст» (10.08.2003, Харків), 1:3 «Таврія» (7.08.2004, Харків);
- у Чемпіонат України серед аматорів — 0:2 «Дніпро» Черкаси (11.06.2003, Черкаси).

Найрезультативніші нічиї:
- у Першій лізі — 3:3 (0:1, 2:1, 2:2, 3:2, 3:3) ФК «Львів» (19.10.2009, Харків);
- у Другій лізі — 2:2 (0:2, 2:2) «Металург-2» Запоріжжя (23.10.2004, Запоріжжя);
- у Кубку України — 2:2 (0:1, 1:1, 1:2, 2:2; 3:0 за пен.) «Сталь» Кам'янське (08.08.2007, Харків).

Найрезультативніші матчі:
- у Першій лізі — 3:4 (0:1, 3:1, 3:4) «Кримтеплиця» (05.11.2011, Молодіжне);
- у Другій лізі — 3:4 (0:1, 1:1, 1:3, 3:3, 3:4) «Іллічівець-2» (31.05.2004, Маріуполь).

### Індивідуальні рекорди
Станом на 21 травня 2018 року
| № | Гравець              | Період виступів      | Чемпіонат України | Чемпіонат України | Кубок України | Усього ігор |
| № | Гравець              | Період виступів      | Перша ліга        | Друга ліга        | Кубок України | Усього ігор |
| - | -------------------- | -------------------- | ----------------- | ----------------- | ------------- | ----------- |
| 1 | Олександр Тарасенко  | 2004−2012            | 206               | 38                | 7             | 251         |
| 2 | Сергій Лобойко       | 2010−2012, 2014−2018 | 188               |                   | 9             | 197         |
| 3 | Олександр Лебединець | 2003−2009            | 129               | 55                | 9             | 193         |
| 4 | Олександр Качоренко  | 2004−2011            | 154               | 19                | 6             | 179         |
| 5 | Сергій Борзенко      | 2009−2013            | 132               |                   | 5             | 137         |
| 6 | Денис Сидоренко      | 2011−2014, 2016−2018 | 121               |                   | 3             | 124         |
| 7 | Ігор Луценко         | 2014−2018            | 118               |                   | 5             | 123         |
| 8 | Віталій Субочев      | 2014−2018            | 119               |                   | 4             | 123         |
| 9 | Сергій Кравченко     | 2014−2018            | 107               |                   | 6             | 113         |

Станом на 21 травня 2018 року
| № | Гравець              | Період виступів | Чемпіонат України | Чемпіонат України | Чемпіонат України | Чемпіонат України | Кубок України | Кубок України | Усього | Усього |
| № | Гравець              | Період виступів | Перша ліга        | Перша ліга        | Друга ліга        | Друга ліга        | Кубок України | Кубок України | Усього | Усього |
| № | Гравець              | Період виступів | Голи              | Матчі             | Голи              | Матчі             | Голи          | Матчі         | Голи   | Матчі  |
| - | -------------------- | --------------- | ----------------- | ----------------- | ----------------- | ----------------- | ------------- | ------------- | ------ | ------ |
| 1 | Олександр Тарасенко  | 2004−2012       | 24                | 206               | 27                | 38                |               | 7             | 51     | 251    |
| 2 | Сергій Кандауров     | 2004−2006       | 10                | 17                | 18                | 30                |               | 2             | 28     | 49     |
| 3 | Сергій Кравченко     | 2014−2018       | 26                | 107               |                   |                   | 1             | 6             | 27     | 113    |
| 4 | Олександр Лебединець | 2003−2009       | 17                | 129               | 7                 | 55                | 1             | 9             | 25     | 193    |
| 5 | Віктор Расков        | 2011−2013       | 20                | 68                |                   |                   |               | 2             | 20     | 70     |
| 6 | Руслан Качур         | 2011−2014       | 19                | 71                |                   |                   | 1             | 3             | 20     | 74     |

## Президент
Олександр Гельштейн — з грудня 2002 року.

## Тренери
Станом на 21 травня 2018 року
| Ліга    | Тренер             | Роки                              | Ігри | В  | Н  | П  | РМ     | Очки | % набраних очок |
| ------- | ------------------ | --------------------------------- | ---- | -- | -- | -- | ------ | ---- | --------------- |
| Перша   | Сергій Сизихін     | 2015−2017                         | 101  | 47 | 29 | 25 | 105−78 | 170  | 56              |
| Перша   | Олександр Севідов  | 2006−2007                         | 37   | 17 | 7  | 13 | 46−38  | 58   | 52              |
| Перша   | Костянтин Пахомов  | 2006                              | 2    | 1  | 0  | 1  | 1−2    | 3    | 50              |
| Перша   | Ростислав Лисенко  | 2005−2006                         | 24   | 9  | 7  | 8  | 20−18  | 34   | 47              |
| Перша   | Сергій Єсін        | 2012, 2013−2015                   | 62   | 22 | 19 | 21 | 67−64  | 85   | 46              |
| Перша   | Володимир Шеховцов | 2005, 2007, 2009, 2010, 2011−2012 | 88   | 30 | 29 | 29 | 103−95 | 119  | 45              |
| Перша   | Сергій Кандауров   | 2009−2010                         | 54   | 17 | 15 | 22 | 59−74  | 66   | 41              |
| Перша   | Роман Покора       | 2010−2011                         | 13   | 4  | 4  | 5  | 14−18  | 16   | 41              |
| Перша   | Ігор Рахаєв        | 2018                              | 5    | 2  | 0  | 3  | 3−7    | 6    | 40              |
| Перша   | Юрій Погребняк     | 2008−2009                         | 43   | 14 | 4  | 25 | 40−59  | 46   | 36              |
| Перша   | Ігор Надєїн        | 2007                              | 13   | 2  | 5  | 6  | 9−15   | 11   | 28              |
| Перша   | Анатолій Чанцев    | 2013                              | 4    | 1  | 0  | 3  | 5−6    | 3    | 25              |
| Перша   | Анатолій Серьогін  | 2018                              | 6    | 0  | 0  | 6  | 2−16   | 0    | 0               |
| Друга   | Ігор Надєїн        | 2004−2005                         | 29   | 25 | 2  | 2  | 65−21  | 77   | 89              |
| Друга   | Рінат Морозов      | 2003−2004                         | 14   | 8  | 3  | 3  | 26−18  | 27   | 64              |
| Друга   | Валентин Крячко    | 2003−2004                         | 17   | 7  | 4  | 6  | 15−16  | 25   | 49              |
| Аматор. | Валерій Васильєв   | 2003                              | 23   | 19 | 2  | 2  | 60−15  | 59   | 86              |

## Відомі гравці
Повний перелік гравців ФК «Геліос», про яких є статті у Вікіпедії, див. тут.
 Олександр Акименко
 Віталій Бордіян
 Сергій Борзенко
 Сергій Валяєв
 Андрій Воробей
 Сергій Давидов
 Андрій Демченко
 Сергій Єсін
 Сергій Кандауров
 Олександр Карабута
 Віталій Комарницький
 Ігор Коротецький
 Євгеній Назаров
 Денис Олійник
 Валентин Платонов
 Сергій Сімінін
 Ігор Чередніченко
 Олександр Яценко

## Інфраструктура

### Стадіони
У сезоні 2017/18 домашнім стадіоном клубу була «Геліос-Арена». Вона належить «сонячним» з 2009 року, у 2009—2012 роках приймала домашні матчі «Геліоса», після чого виконувала функції тренувальної бази клубу.
З серпня 2012 року до червня 2017 року «Геліос» приймав своїх суперників на стадіоні «Сонячний», побудованому у 2011 році.
У сезонах 2006/07 та 2007/08 домашньою ареною клубу був харківський стадіон «Динамо».
Крім того, команда провела дві домашні гри (у 2005 та 2015 роках) на найбільшому стадіоні Харкова — ОСК «Металіст». Також «Геліос» грав домашні матчі у Харкові на стадіонах ХТЗ (у 2003—2006 роках) і «Арсенал-Спартак» (у 2003—2005 і 2007 роках) та у Харківській області на стадіонах «Металург» (Ківшарівка, 2005 рік) і «Газовик» (Краснокутськ, сезон 2008/09).

### «Геліос-Академія»
Назву «Геліос-Академія» носять друга команда клубу та дитяча академія «сонячних».
Дитяча академія при футбольному клубі «Геліос» почала свою роботу 1 вересня 2007 року. У вересні 2008 року академія першою в Україні почала здійснювати набір дітей з 4-річного віку. На даний момент у академії «Геліоса» на цілковито безкоштовній основі навчається близько 400 дітей. Заняття проходять на стадіоні «Схід». У академії працює дев'ять тренерів вищої кваліфікації, п'ятеро з яких мають відповідні тренерські ліцензії ФФУ. «Геліос-Академія» представлена у всіх можливих шістьох вікових групах у першості Харкова. Крім того, дві команди академії — U-15 та U-17 — відстоюють честь «Геліоса» у першості Дитячо-юнацької футбольної ліги України.
У січні 2011 року під крило дитячої академії перейшла друга клубна команда, яку було засновано у 2005 році. Змінивши свою назву з «Геліос-2» на «Геліос-Академія», вона та її дублюючий (молодіжний) склад виступають у першості Харківської області.

### Відділ продажу атрибутики
Для розповсюдження своєї атрибутики клубом було створено спеціалізований відділ продажу атрибутики та сувенірів ФК «Геліос». Відділ знаходився у торговому домі «Піротехника» за адресою м. Харків, вул. Шевченка, 198 (ст. м. «Київська»).

## Емблеми

ФК «Геліос» (2002−2011)
ФК «Геліос» (з 2011)

## Відвідуваність матчів
Відвідуваність домашніх ігор команди не дуже висока. Це пояснюється тим, що протягом всієї своєї історії «Геліос» поступався за популярністю головній команді Харкова — «Металісту» (згодом — «Металісту 1925»), а також тим, що домашні стадіони «сонячних» знаходяться у віддалених частинах міста («Геліос-Арена» розташована у Липовому Гаю, стадіон «Сонячний» — у П'ятихатках).
Рекорд відвідуваності домашніх матчів встановлено 23 вересня 2015 року під час матчу 1/8 фіналу Кубку України «Геліос» — «Зоря» (Луганськ), який відбувся на головній спортивній арені Харкова — стадіоні «Металіст». Цю гру, що завершилась поразкою харків'ян з рахунком 0:2, відвідало 3 165 глядачів. По 3 тисячі вболівальників збирали матчі Кубку України «Геліос» — «Металіст» (0:2) 10 серпня 2003 року на стадіоні ХТЗ і «Геліос» — «Говерла» (Ужгород) (1:0) 22 серпня 2015 року на стадіоні «Сонячний».
Середня кількість глядачів на домашніх матчах «Геліоса» у чемпіонатах України по сезонах:
- Червоний колір — Перша ліга.
- Чорний колір — Друга ліга.